# Verfassungskonvent auf Herrenchiemsee

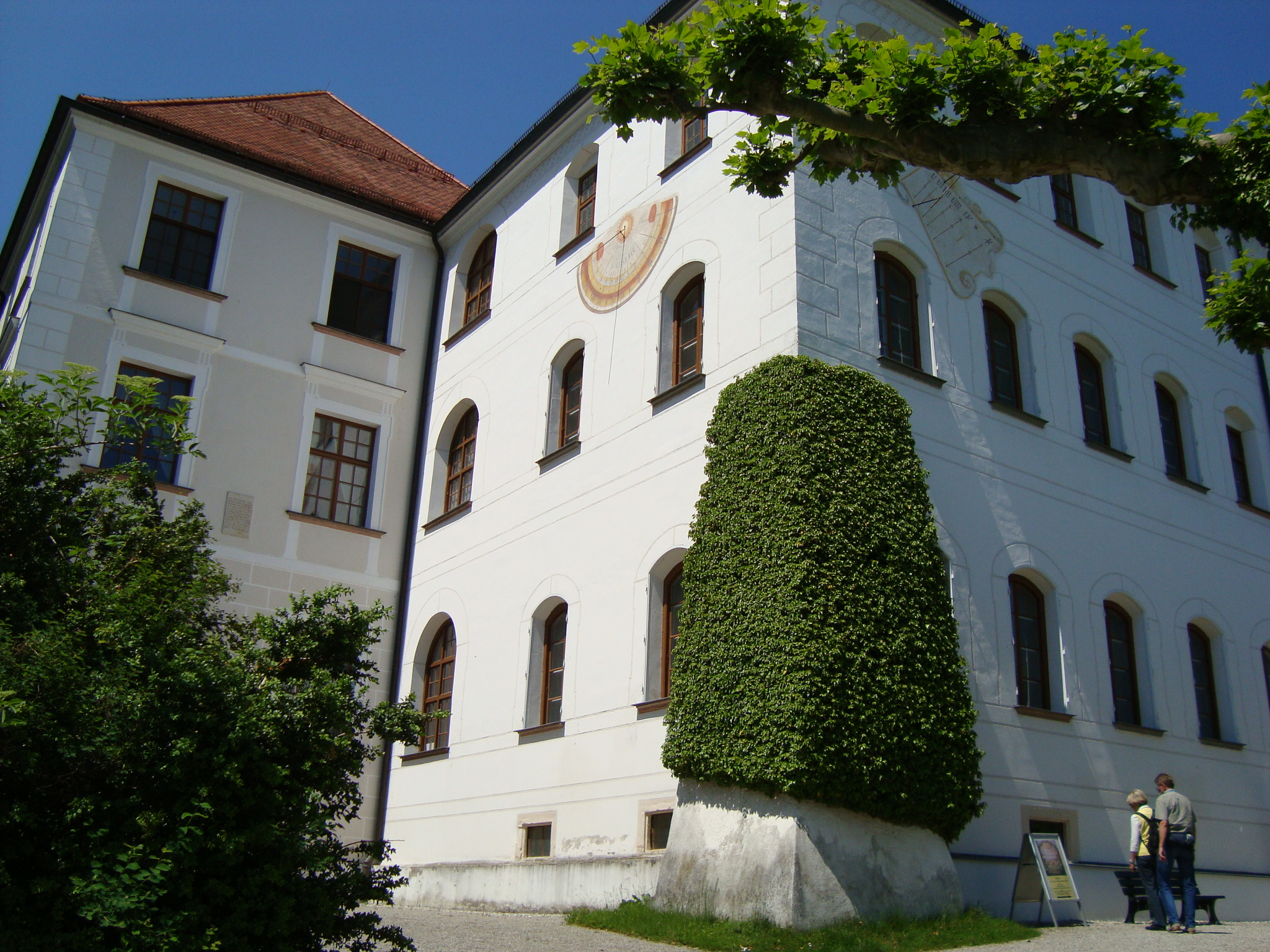
Altes Schloss Herrenchiemsee

Der Verfassungskonvent auf Herrenchiemsee tagte vom 10. bis 23. August 1948 im Auftrag der Ministerpräsidenten der westdeutschen Länder im Alten Schloss auf der Herreninsel in Bayern. Es war ein Sachverständigengremium mit der Aufgabe, einen „Verfassungsentwurf aus[zu]arbeiten, der dem Parlamentarischen Rat als Unterlage dienen“ könne. Ergebnis war der von den Ministerpräsidenten der Länder genehmigte „Herrenchiemsee-Bericht“, eine Arbeitsgrundlage für das Grundgesetz für die Bundesrepublik Deutschland, die unter anderem auch einen kompletten Verfassungsentwurf mit 149 Artikeln enthielt.

## Bezeichnung
Ein amtlicher Name wurde nicht festgelegt. Der Konvent war als „Sachverständigen-Ausschuß für Verfassungsfragen“ vorgesehen, bezeichnete sich selbst aber auch als „Verfassungsausschuß der Ministerpräsidenten-Konferenz der westdeutschen Besatzungszonen“ und als „Verfassungskonvent“, und wurde schließlich vom Parlamentarischen Rat auch als „Herrenchiemseer Konvent“ bezeichnet.

## Vorgeschichte
Auf der Londoner Sechsmächtekonferenz über Deutschland im Jahr 1948 waren Empfehlungen erarbeitet worden, die den Auftrag an die Militärgouverneure der drei westlichen Besatzungszonen enthielten, die westdeutschen Ministerpräsidenten mit der Einberufung einer „Verfassunggebenden Versammlung“ zu beauftragen. Diese Versammlung sollte eine Verfassung beraten und ausarbeiten. Laut Londoner Empfehlungen sollte eine politische Integration der Westzonen ein erster Schritt auf dem Weg sein, der zur Wiedergewinnung der deutschen Einheit führen sollte. Die Ministerpräsidenten der westdeutschen Länder wurden daraufhin mit den Frankfurter Dokumenten ermächtigt, eine verfassunggebende Versammlung einzuberufen, die spätestens am 1. September 1948 zusammentreten sollte. Diese sollte eine auf demokratischen Grundsätzen beruhende, föderalistische Verfassung ausarbeiten, „die am besten geeignet ist, die gegenwärtig zerrissene deutsche Einheit wiederherzustellen, und die Rechte der beteiligten Länder schützt, eine angemessene Zentralinstanz schafft und die Garantien der individuellen Rechte und Freiheiten enthält“. Unter dem Vorbehalt einer alliierten Genehmigung sollte sie in jedem Land durch eine Volksabstimmung ratifiziert werden.
Die Ministerpräsidenten tagten vom 8. bis 10. Juli 1948 auf dem „Rittersturz“ in Koblenz. Sie beschlossen, dass keine Verfassung für einen deutschen „Weststaat“ geschaffen werden dürfe, weil das einen „Verzicht auf die Reichseinheit“ bedeuten würde. Nach einer scharfen Reaktion der Besatzungsmächte und unter dem Eindruck der Berlin-Blockade kamen sie im Juli 1948 zu einem zweiten Treffen im Jagdschloss Niederwald bei Rüdesheim am Rhein zusammen, im Schatten des Niederwalddenkmals, das seinerzeit als Nationaldenkmal zur Erinnerung an die deutsche Reichsgründung 1871 errichtet worden war. Hier stimmten sie der Schaffung eines Weststaats unter erheblichen Vorbehalten und Bedenken zu, die dessen provisorischen Charakter herausheben sollten. Zu dieser Abkehr von den Koblenzer Beschlüssen hatte der Berliner Oberbürgermeister Ernst Reuter nicht unwesentlich beigetragen, der darauf hingewiesen hatte, dass Berlin im Osten nicht weiter ertragen könne, dass der Westen Deutschlands weiter in einem politisch unentschiedenen Status bleiben könne. Er hatte gegen Carlo Schmids Thesen eine „dynamische Kernstaatskonzeption“ für Deutschland vorgetragen, die sich die Ministerpräsidentenkonferenz weitgehend zu eigen machte. Weil die Voraussetzungen für eine gesamtdeutsche Regelung noch nicht gegeben seien und die deutsche Souveränität noch nicht ausreichend wiederhergestellt sei, könne keine Verfassung, sondern nur ein „Grundgesetz“ ausgearbeitet werden. Nur eine Bestätigung durch die Parlamente der beteiligten Länder sei möglich, aber keine unmittelbaren Volksabstimmungen. Infolgedessen wurde beschlossen, keine verfassunggebende Versammlung zusammentreten zu lassen, sondern einen Parlamentarischen Rat. Zu den Ministerpräsidenten waren bei diesem Treffen auch einflussreiche Parteipolitiker hinzugenommen worden. Den Niederwaldbeschlüssen stimmten die Besatzungsmächte zu, sodass am 1. September 1948 der von den Länderparlamenten gewählte Parlamentarische Rat sich in Bonn für seine Beratungen konstituieren konnte. Vorarbeiten zu leisten und einen abgestimmten Gesamtbericht dem Parlamentarischen Rat vorzulegen war der Auftrag des Verfassungskonvents.
„In dem Bestreben, den Einfluss Bayerns auf die Gestaltung der künftigen Verfassung möglichst zu intensivieren,“ lud der bayerische Ministerpräsident Hans Ehard den Konvent auf die Herreninsel im Chiemsee ein. Damit wurde ein Ort gewählt, der fernab des politischen Alltags ein gemeinsames Arbeiten in Abgeschiedenheit erlaubte. Wie letztendlich Dokumente über gemeinsame Ausflüge, Spaziergänge über die Insel, Dinner- und Tanzveranstaltungen oder Sondersitzungen in einzelnen Hotelzimmern belegen, trugen auch Diskussionen außerhalb des Protokolls zum Ergebnis bei.

## Verlauf

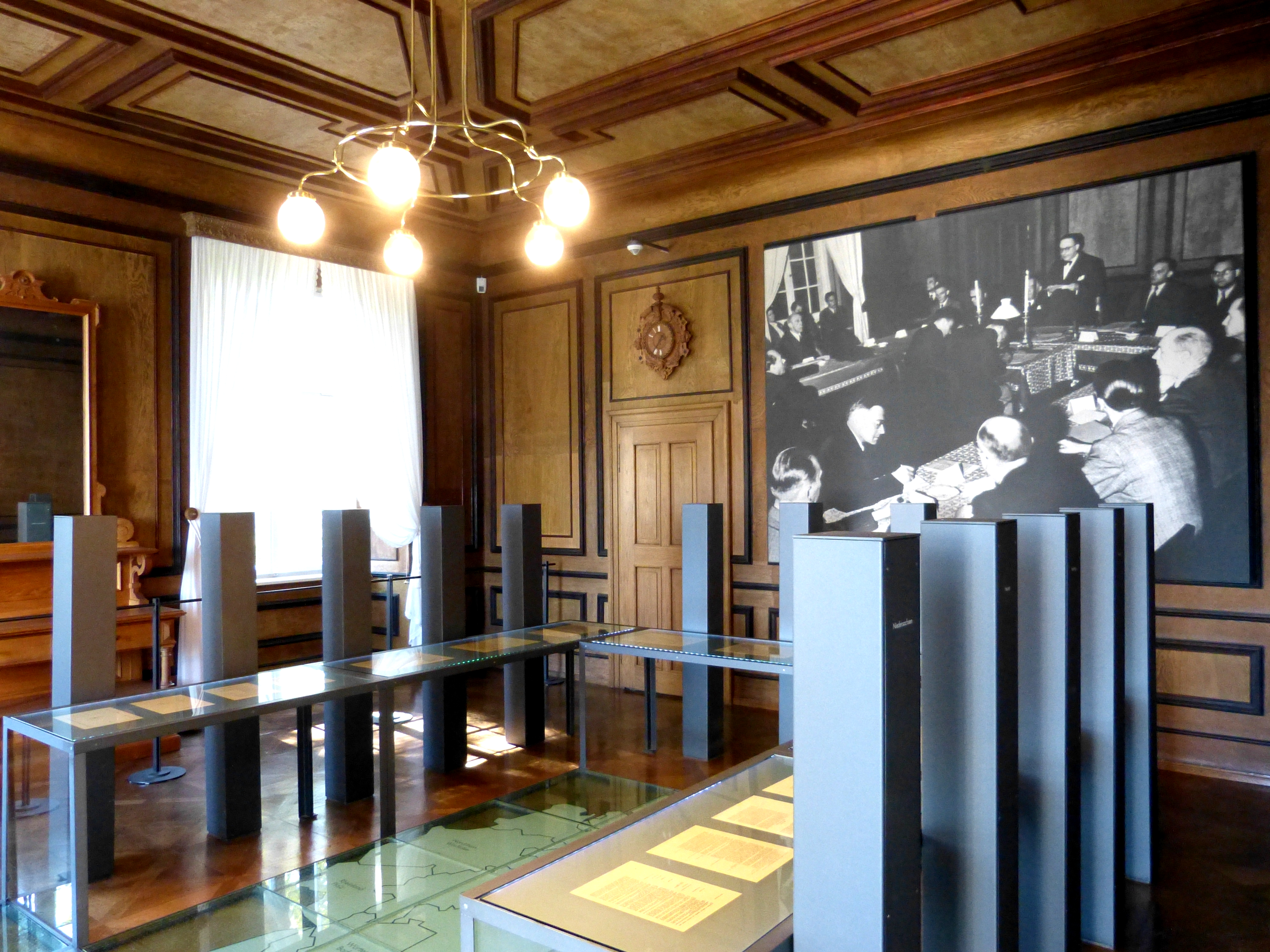
Raum des Verfassungskonvents im Alten Schloss Herrenchiemsee

An den Beratungen des Konvents nahmen elf Delegierte teil, die von 14 sachverständigen Mitarbeitern begleitet wurden. Der Leiter der bayerischen Staatskanzlei, Staatsminister Anton Pfeiffer, wurde von den Delegierten zum Vorsitzenden des Konvents gewählt und mit der technischen Leitung der Arbeiten beauftragt. Er eröffnete ihn am 10. August 1948 im Zimmer Nr. 7, dem ehemaligen Speisezimmer König Ludwigs II. Der Vorsitzende der Stadtverordnetenversammlung von Berlin, Otto Suhr, nahm als Gast teil. Nach einer einführenden Plenardebatte teilte sich das Gremium in drei Ausschüsse auf. Die Ergebnisse der Ausschussberatungen wurden in zwei Plenarsitzungen diskutiert und gebilligt.

## Delegierte
Die elf Länder der Westzonen entsandten
- für Baden Paul Zürcher,
- für Bayern Josef Schwalber,
- für Bremen Theodor Spitta,
- für Hamburg Wilhelm Drexelius,
- für Hessen Hermann Brill,
- für Niedersachsen Justus Danckwerts,
- für Nordrhein-Westfalen Theodor Kordt,
- für Rheinland-Pfalz Adolf Süsterhenn,
- für Schleswig-Holstein Fritz Baade,
- für Württemberg-Baden Josef Beyerle,
- für Württemberg-Hohenzollern Carlo Schmid.

## Besatzungsstatus Deutschlands
Deutschland stand noch unter Besatzungsrecht. Mit der Berliner Erklärung vom 5. Juni 1945 hatten die Siegermächte die Souveränität Deutschlands beschränkt, und das hatte zur Folge, dass auch einer künftigen deutschen Bundesrepublik wichtige Attribute fehlen würden, die für jeden Staat begriffsnotwendig waren. Dazu gehören das Recht auf eine eigene Außenpolitik, das Recht, im Innern die staatliche Gewalt ohne Beschränkung durch fremde Mächte ausüben zu können und das Recht, sich durch eigene Streitkräfte zu verteidigen. Der Verfassungskonvent konnte nicht mehr als den Verfassungsentwurf für ein Staatsfragment erstellen, also nur für den Bereich, in dem das Besatzungsrecht (→ Besatzungsstatut) erlaubte, eigene politische Vorstellungen zu organisieren. Der Handlungsspielraum, den die westlichen Siegermächte den Deutschen in Verfassungsfragen einräumten, war jedoch an sich relativ groß. Dies ergab sich aus der Übereinstimmung in Grundfragen: Eine föderalistisch verfasste Demokratie, ein Rechtsstaat und die Achtung (bzw. Wiederherstellung) der Menschenrechte gehörten zu den Grundpfeilern. In Fragen der konkreten Ausgestaltung hielten sich die Besatzungsmächte jedoch weitgehend zurück. Letztlich ging es auch um die politische Ordnung von drei der vier Besatzungszonen in Deutschland: Die zu lösende Aufgabe bestand darin, diese Ordnung in einem Teil Deutschlands zu schaffen, bei der wiederum zu vermeiden war, „daß sie sich als Hindernis für die Wiedervereinigung Deutschlands auswirkte“.

## Kontroversen zur deutschen Frage
Zur Frage, bei wem das Recht liege, eine neue rechtliche Ordnung zu schaffen, wer über die konstituierende Gewalt verfüge, gab es unterschiedliche Ansichten unter den Teilnehmern des Verfassungskonvents.
Die Mehrheit sah dieses Recht beim deutschen Volk, das auf dem Gebiet Deutschlands lebe. Solange es einen Willen zur staatlichen Einheit habe, stehe ihm dieses Recht in allen Teilen Deutschlands zu. Dieses Recht sei durch die bedingungslose Kapitulation der Wehrmacht nicht untergegangen. Durch den Willen der Siegermächte (→ Berliner Erklärung) sei dieses Recht des deutschen Volkes nur suspendiert worden, es würde aber wiederaufleben, wenn die Siegermächte die Sperre lockerten. Maßgeblicher Vertreter dieser Ansicht war Carlo Schmid. Er war der Auffassung, „daß Deutschland als Rechtssubjekt weiter bestehe, aber zur Zeit desorganisiert und darum nicht geschäftsfähig sei. Deutschlands Staatlichkeit brauche also nicht neu konstituiert werden“ (siehe Fortbestandstheorien und Rechtslage Deutschlands nach 1945). „Es könne nur ein Grundgesetz für einen Übergangszustand bis zur deutschen Einheit beschlossen werden, für eine Staatsverfassung fehle es an einer westdeutschen Staatsnation. Wer diese Fiktion aufstelle, bereite den Boden für einen anderen deutschen Staat im Osten Deutschlands …“ Die Errichtung eines „Staates“ in Westdeutschland setze voraus, dass es eine westdeutsche Staatsnation gebe, und die gebe es nicht. Stattdessen solle man ein „Staatsfragment“ schaffen, ein Gebilde, das zumindest nach innen alles tun könne, „was normalerweise ein Staat tut“. Dies dürfe aber, wolle man nicht die beginnende Deutsche Teilung noch vertiefen, nur den Charakter eines Provisoriums haben. Auf diesen Punkt legte auch sein hessischer Kollege Hermann Brill großen Wert: Er sah die Gefahr, dass in der sowjetisch besetzten Zone andernfalls der Eindruck entstehe, „als ob im Westen von Agenten eines fremden Imperialismus mit reaktionär-romantischen Vorstellungen eine totale Verfassung geschaffen und den anderen Ländern dann aufgezwungen werden sollte […] Eine Beschränkung auf die unbedingt notwendigen Gebiete“ sei daher unbedingt nötig.
Die Minderheit um den Leiter der Bayerischen Staatskanzlei Anton Pfeiffer dagegen war der Auffassung, die bedingungslose Kapitulation der Wehrmacht habe eine Debellatio dokumentiert, das deutsche Volk bestehe deswegen nicht mehr als Staatsvolk. Es müsse ein neuer Staat konstituiert werden, der nicht mit dem Deutschen Reich identisch sein könne (siehe Identitätstheorien und Rechtslage Deutschlands nach 1945). Damit würde auch eine neue Souveränität geschaffen werden, die mit dem Deutschen Reich rechtlich nicht mehr verknüpft sei. Weil es kein organisiertes deutsches Staatsvolk mehr gebe, seien nur die Länder Deutschlands noch Rechtssubjekte, und diese müssten nun eine neue bundesstaatliche Gemeinschaft bilden. Diese solle Bund Deutscher Länder heißen und weiteren deutschen Ländern eine Beitrittsmöglichkeit bieten. Soweit es Bayern betraf, ging es darum, dem „Bund“ nur eine beschränkte Anzahl von Kompetenzen zu geben, die ihm von den über Souveränitätsrechte verfügenden Ländern übertragen wurden, und der Exekutive gegenüber dem Parlament eine starke Stellung zu geben. Dieses Ziel kam deutlich zum Ausdruck in dem Papier Bayerische Leitgedanken für die Schaffung des Grundgesetzes des Staatsrechtlers Hans Nawiasky, das dem Konvent am 10. August vorgelegt wurde und den bayerischen Delegierten als Diskussionsgrundlage dienen sollte. Andere Papiere wurden dem Konvent nicht vorgelegt. Er widersprach nachdrücklich der von Brill vorgeschlagenen territorialen Beschränkung des zu gründenden Staates.
Ein deutscher Staatenbund war erklärtes Ziel der Bayernpartei. Den Entwurf eines Grundgesetzes, der in Herrenchiemsee beschlossen wurde, kommentierte ihr Vorsitzender Joseph Baumgartner: „Wir lassen uns nicht im Chiemsee ertränken. […] Das Ziel der Bayernpartei ist die Wiederherstellung des Zustands von 1848, wobei aus Bayern in einem losen Staatenbund ein selbständiger Staat würde.“ Die CSU stand jeder deutschen Zentralinstanz mehrheitlich skeptisch gegenüber. In der CDU gab es keine einheitliche Richtung, sondern auch extreme Föderalisten und Unitaristen. Für die SPD, in der die deutsche Einheit eines der wichtigsten Themen war, prägte Kurt Schumacher den Satz: „Man kann nur deutscher Patriot sein und nicht Patriot von elf deutschen Ländern“.
Im Ergebnis setzte sich die Mehrheit der Delegierten mit der Ansicht durch, dass ein deutscher Staat seine Legitimität nur unmittelbar aus dem Selbstbestimmungsrecht der Völker ableiten könne. Alle Deutschen, die in dem Teil Deutschlands lebten, für den eine neue rechtliche Ordnung gelten solle, müssten auch über ihre Inhalte befinden können. Weil dieses Recht aber nur im Westteil Deutschlands ausgeübt werden konnte, könne der westdeutsche Staat nur ein Provisorium sein und das „Grundgesetz für einen Bund deutscher Länder“ würde allen Teilen Deutschlands zum Beitritt offenstehen.
Mit diesem Ergebnis stand nicht mehr zur Debatte, dass es sich bei diesem „Bund deutscher Länder“ nur um eine Konföderation souveräner Staaten handeln könnte. Einigkeit bestand nun auch darüber, dass es nicht um einen neuen Bundesschluss wie 1867 oder 1871 gehe. Vielmehr sei vom Fortbestand des Deutschen Reiches auszugehen. Dies war eine wichtige Vorentscheidung, die in den Verfassungsberatungen des Parlamentarischen Rates übernommen wurde.

## Ergebnisse
Der vom Verfassungskonvent verabschiedete „Herrenchiemsee-Bericht“, 95 Druckseiten, enthält einen ausführlichen darstellenden Teil und einen vollständigen Entwurf eines Grundgesetzes, den „Chiemseer Entwurf“. Dieser bestand aus 149 Artikeln, mit einigen Alternativvorschlägen und Kommentaren. Alle damals in Westdeutschland wichtigen Verfassungsprobleme wurden in diesem Bericht diskutiert. Die darin konzipierte westdeutsche Staatsordnung wurde als „doppeltes (räumlich-zeitliches) Provisorium“ verstanden. Mehrheitlich war beschlossen worden, es ginge nicht darum, „Deutschland staatlich neu zu konstituieren, sondern ausdrücklich darum, es – wenn auch unter Beschränkung auf seine westlichen Gebiete – provisorisch neu zu organisieren“.
Eine Reihe von Punkten blieben auch am Ende des Konvents strittig: so Fragen der Finanzverfassung und -verwaltung, die Aufteilung der Gesetzgebungskompetenz zwischen dem Bund und den Ländern sowie die Frage, ob eine „Zweite Kammer“ als Bundesrat oder Senat ausgestaltet werden sollte.
Man einigte sich aber auf einige „unbestrittene Hauptgedanken“:
1. Es bestehen zwei Kammern. Eine davon ist ein echtes Parlament. Die andere gründet sich auf die Länder.
2. Die Bundesregierung ist vom Parlament abhängig, sofern es zur Regierungsbildung fähig ist. Das Vertrauen einer arbeitsfähigen Mehrheit ist unerlässlich und jederzeit ausreichend, einen Mann an die Spitze der Regierung zu bringen.
3. Eine arbeitsunfähige Mehrheit kann dagegen weder die Regierungsbildung vereiteln, noch eine bestehende Regierung stürzen. Der Ausweg einer Präsidialregierung wird dabei vermieden.
4. Neben der Regierung steht als neutrale Gewalt das Staatsoberhaupt. Die Funktion wird zunächst behelfsmäßig versehen. Nach Herstellung einer angemessenen völkerrechtlichen Handlungsfreiheit und nach Klärung des Verhältnisses zu den ostdeutschen Ländern wird sie nach der überwiegenden Meinung von einem Bundespräsidenten übernommen.
5. Notverordnungsrecht und Bundeszwang liegen bei der Bundesregierung und der Länderkammer, nicht beim Staatsoberhaupt.
6. Bei der Bundesaufsicht leistet die Bundesjustiz Hilfestellung.
7. Die Vermutung spricht für Gesetzgebung, Verwaltung, Justiz, Finanzhoheit und Finanzierungspflicht der Länder.
8. Bund und Länder führen eine getrennte Finanzwirtschaft.
9. Es gibt kein Volksbegehren. Einen Volksentscheid gibt es nur bei Änderungen des Grundgesetzes.
10. Eine Änderung des Grundgesetzes, durch die die freiheitliche und demokratische Grundordnung beseitigt würde, ist unzulässig.

Der stark föderale Charakter des Verfassungsentwurfs zeigt sich u. a. in dem Grundsatz, dass „die Vermutung für Gesetzgebung, Verwaltung, Finanzhoheit und Finanzierungspflicht der Länder spricht“.

## Verwendung im weiteren Prozess der Verfassungsgebung
Die Führer einiger Parteien standen dem „auf Grund einer privaten Vereinbarung der Ministerpräsidenten der deutschen Länder“ entstandenen Konvent reserviert bis ablehnend gegenüber. Nur die Parteien seien legitimiert, Vorschläge für ein Grundgesetz zu machen und auszuarbeiten, nicht aber die Ministerpräsidenten. So erarbeiteten die großen politischen Parteien ebenfalls Verfassungsentwürfe und legten sie den Ministerpräsidenten vor. Der Herrenchiemsee-Bericht wurde an das ständige Büro der Ministerpräsidentenkonferenz in Wiesbaden geleitet. Die politischen Parteien erhielten ihn nicht auf direktem Weg. Zusammen mit den Entwürfen der Parteien wurde er am 31. August 1948 von der Ministerpräsidentenkonferenz auf Jagdschloss Niederwald beraten. Das gesammelte Material wurde schließlich dem Parlamentarischen Rat zugeleitet.
Die sehr weitgehenden Exekutivrechte, die der Verfassungsentwurf für den Fall eines Notstands der Bundesregierung bzw. den betroffenen Landesregierungen zubilligen wollte (Notverordnungsrecht inklusive Suspendierung von Grundrechten), wurden nicht ins Grundgesetz übernommen.

## Bedeutung
Mit dem Entwurf wurde eine Reihe von Problempunkten vorab geklärt und eine qualifizierte Grundlage für die Beratungen im Parlamentarischen Rat geschaffen.
Der Historiker Wolfgang Benz bewertet den Bericht des Verfassungskonvents „als imponierendes Kompendium des Verfassungsrechts“, das „für die Debatten der folgenden Monate im Parlamentarischen Rat von kaum zu überschätzender Bedeutung“ gewesen sei. Ohne Zweifel hat der Herrenchiemseer Verfassungskonvent einen wesentlichen Beitrag zur Entstehung des Grundgesetzes und damit auch der Bundesrepublik Deutschland geleistet.

## Verfilmung
2009 verfilmte BR-alpha, der Fernseh-Bildungskanal des Bayerischen Rundfunks, die Tagung des Konvents als 60-minütiges Dokumentarspiel, basierend auf Tagebuchaufzeichnungen und Originalprotokollen unter dem Titel Der Staat ist für den Menschen da, anknüpfend an Artikel 1 Absatz 1 dieses Chiemseer Entwurfs für das Grundgesetz: „Der Staat ist um des Menschen willen da, nicht der Mensch um des Staates willen.“